# Toni Silva
Toni Brito Silva Sá (Bissau, 15 september 1993) – kortweg Toni Silva – is een Portugees voetballer die bij voorkeur als vleugelspeler speelt. Hij debuteerde in 2016 voor het Guinee-Bissaus voetbalelftal.

## Clubcarrière
Toni Silva speelde in de jeugd bij Real Massamá, SL Benfica, Chelsea en Liverpool. Op 14 februari 2012 werd hij door Liverpool voor één maand uitgeleend aan Northampton Town. Eén dag later maakte de Portugees zijn profdebuut tegen AFC Wimbledon. Op 23 juli 2012 tekende hij als transfervrije speler bij Barnsley. In maart 2013 werd hij voor een maand uitgeleend aan Dagenham & Redbridge. In juni 2013 verliet Toni Silva de club transfervrij. Op 17 december 2013 dwong hij een contract af bij het Bulgaarse CSKA Sofia, dat hem eerst liet meetrainen om zich te bewijzen. Op 24 februari 2014 scoorde de vleugelspeler een doelpunt bij zijn competitiedebuut tegen PSFC Tsjernomorets Boergas. Op 7 maart 2014 werd zijn contract verlengd tot medio 2017. In januari 2015 werd hij in de media gelinkt aan Club Brugge.

## Interlandcarrière
Toni Silva debuteerde in 2009 voor Portugal –17, waarvoor hij in totaal vijf interlands speelde. Daarna kwam hij nog tweemaal uit voor Portugal –18. Sinds 2016 komt hij uit voor het Guinee-Bissaus voetbalelftal.